# IMAX München
Das IMAX München war das erste IMAX-Kino in Deutschland.

## Geschichte
Es wurde zusammen mit Tagungsräumen, einem Café, Programmkinos und dem Planetarium im Forum der Technik im ehemaligen Kongressgebäude des Deutschen Museums auf der Museumsinsel unterhalb des Gasteigs, in der Nähe des Deutschen Museums, errichtet. Nach finanziellen Problemen ging das IMAX München Anfang 2005 insolvent und musste den Betrieb am 23. Februar 2005 einstellen. Seit dem 30. August 2007 wurden unter neuem Betreiber wieder 3D-Filme abwechselnd mit normalen Spielfilmen vorgeführt. Jedoch handelte es sich nicht mehr um ein IMAX-Theater. Die drei Kinosäle hießen dann Forumkinos.
Im Zuge der Generalsanierung des Deutschen Museums wurde der Kino-Komplex im Jahr 2009 durch das Museum zurückgekauft und wird in einen neuen Eingangsbereich für das Museum umgewandelt. Zusammen mit den anderen noch vorhandenen Kinos wurde auch das IMAX-Kino damit Ende Juni 2010 ersatzlos geschlossen.

## Ausstattung
Das Kino 1 hatte 329 Plätze; der Zuschauerraum stieg, wie bei IMAX-Kinos üblich, steil an. Zwei digitale DLP-Projektoren mit 2K-Auflösung warfen ihr Bild auf die 20 × 12 Meter große Leinwand. Der unkomprimierte PCM-Ton wurde von einem digitalen 6-Kanal-Soundsystem mit einer Leistung von 22.000 Watt erzeugt.